# 伊甸园 (小说)
《伊甸园》是欧内斯特·海明威的遗作小说之一（第二部），于海明威去世后25年——1986年出版。海明威从1946年开始创作这部小说，并在接下来的15年间不断修改其手稿。在此期间，他还完成了《老人与海》《危险的夏天》《流动的盛宴》和《岛在湾流中》这几部作品。

## 剧情简介

### 梗概
小说的主要情节围绕美国作家大卫·伯恩及其妻子凯瑟琳五个月的生活展开。故事的背景主要设定在法国里维埃拉地区，以及西班牙。情节从他们在卡马尔格的蜜月开始，随后转到西班牙，最后又回到法国。戴维渴望继续创作，而凯瑟琳则更倾向于享受当下的快乐，她把头发剪短，甚至在遇到外籍女子玛丽塔后，鼓励丈夫也爱上她。三人卷入了一场危险的爱情游戏中。然而，随着玛丽塔支持戴维写作，凯瑟琳因嫉妒心作祟，最终把戴维的手稿烧毁，并留下信离开。戴维在玛丽塔的关怀下恢复了创作灵感，成功重写了他最喜爱的短篇，重新找回了创作的激情，再度进入了“伊甸园”。尽管这是海明威在1961年自杀后出版的遗作，它的创作却充满了青春的活力与爱情的热烈，是一部难得的青春小说。

### 铺垫
然而，在随着剧情推进，大卫从他的视角（小说全程以他的第一人称视角叙述）发现凯瑟琳似乎发生了变化。后来在勒格罗迪鲁瓦，凯瑟琳向丈夫说道：“我有一个大惊喜”，但并未透露具体内容，只是补充说：“哦，这很简单，但也很复杂”，以及“我要有所改变”。她骑车进城，回来后“大卫看到她的头发...剪得像男孩一样短”。当晚，她对他说：“别叫我女孩。”以及“请以我现在的样子爱我，大卫”。后来凯瑟琳还鼓励大卫参与她的“游戏”，以打破婚姻的常规模式以及探索性别的边界。

### 高潮
到西班牙后，夫妻双方开始有了些小摩擦，可能是因为凯瑟琳认为丈夫把过多精力放在关注自己的事业和成就而并非她身上从而感到了不满，文中夫妻曾因为丈夫总是在阅读自己作品的剪报而争吵。在两人开始积攒摩擦的同时，他们遇到了故事中的另一位重要角色——玛丽塔。凯瑟琳是最先对玛丽塔产生兴趣并主动接近她的人，两人迅速发展出了一段火热的亲密关系。凯瑟琳不但没有在此停下脚步，甚至变本加厉，鼓励玛丽塔去与大卫发生关系，同时还给丈夫留足了和玛丽塔相处的空间。在这样的怂恿以及环境下玛丽塔与大卫也迅速建立起了情愫。就这样，三个人经历了一段危险又刺激的性爱关系。不过，在此期间，玛丽塔与大卫的感情慢慢不在仅限于肉体之间的联系，而是逐渐发展出了精神和感情上的交织，使两人的关系逐渐浓烈，并且将凯瑟琳淡出。

### 结局
凯瑟琳对于这样超出她“游戏”范畴的发展非常不满意，一气之下烧掉了她那丈夫所有的小说和文稿并一走了之。大卫则在玛丽塔的鼓励与陪伴之下又完成了自己的作品。

## 争议
本书在1986年由斯克里布纳之子公司编修并出版后因为删减了大约2/3的内容（原文大约800页，出版版本仅256页）而引起了大量群众的不满。
注：原文800页系根据斯克里布纳之子公司的版本页数反推得出，具体页数网上众说纷纭，范围大约在500-1600页